# بیانیه مأموریت

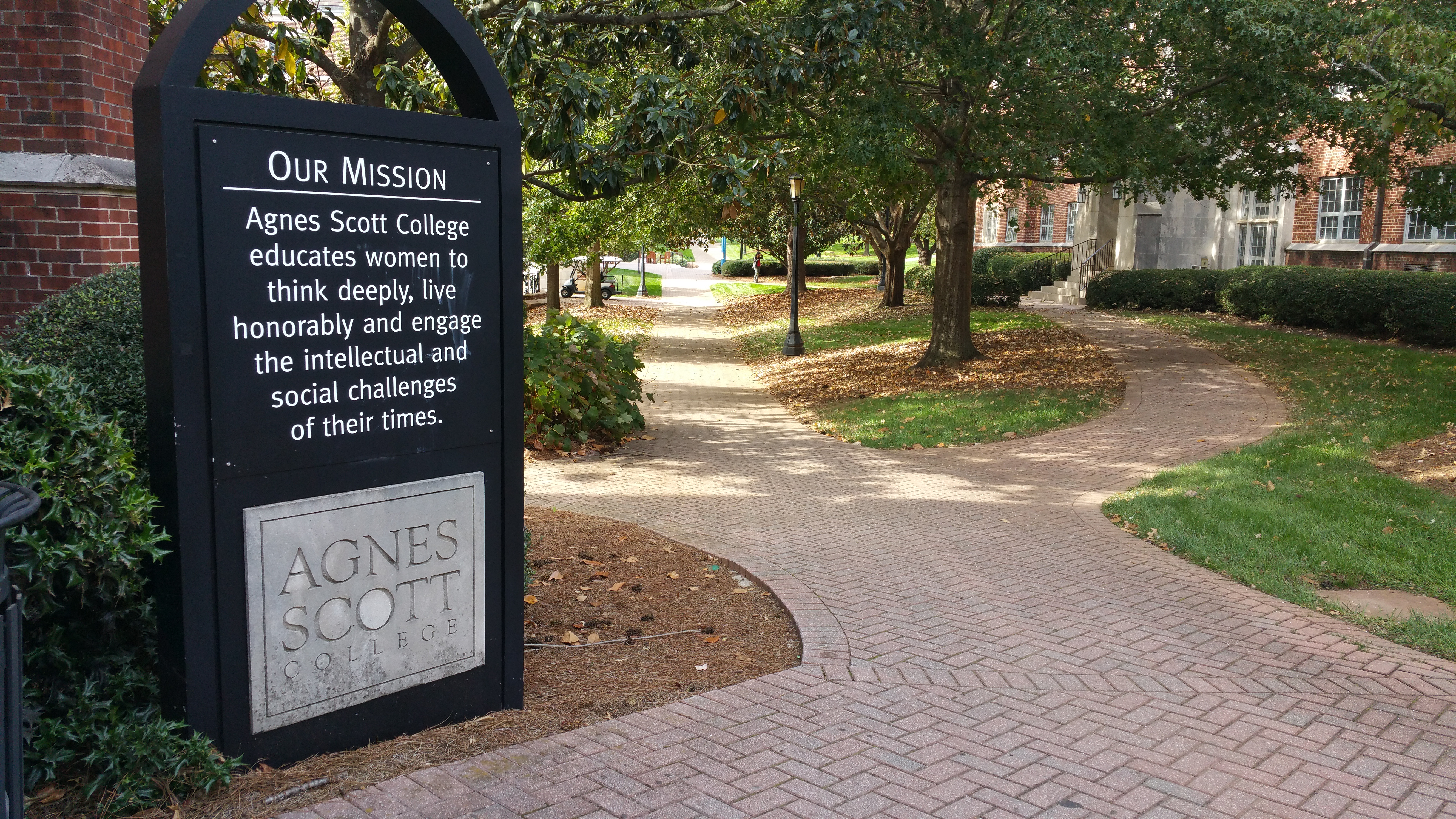
امضای بیانیه مأموریت

بیانیه مأموریت (به انگلیسی: mission statement) سند تدوین‌شده‌ای است که اهداف باثبات و منحصر به فرد سازمان را تعریف می‌کند: اینکه چرا سازمان وجود دارد، اهداف آن چیست، می‌خواهد به چه چیزی برسد. این‌ها برخی سؤالات اساسی هستند که بیانیه مأموریت قصد دارد پاسخ دهد. بیانیه مأموریت در برگیرنده اهداف، ارزش‌ها، عقاید، و مزیت رقابتی سازمان است. در واقع بیانیه مأموریت ابزار اولیه مورد نیاز مدیران است؛ که راهنمای عمل سازمان محسوب می‌شود.

## تاریخچه
در ادبیات مدیریت، نیاز به داشتن بیانیه مأموریت برای سازمان قدمتی تاریخی دارد. در آغاز دهه ۷۰ اولین بار پیتر دراکر از این اصطلاح استفاده کرد و از آن پس محققان بسیاری بر روی این مفهوم تمرکز کردند.

## محتوا
در تدوین بیانیه مأموریت باید به نکات زیر توجه شود:
1. مبتنی بر واقعیات باشد.[۶]
2. سازمان قابلیت اجرای آن را داشته باشد.[۷]
3. خواننده با خواندن بیانیه مأموریت سازمان تمایل داشته باشد که جزئی از سازمان شود.[۸]
4. منعکس‌کننده مسیرهای استراتژیک جدید باشد[۹]

در عین حال بیانیه مأموریت:
- نباید شامل مقادیر دلاری، درصد، اعداد، اهداف خرد و استراتژی‌ها باشد[۱۰]
- نباید بیش از حد طولانی باشد[۱۱] چون نمی‌توان آن را به خاطر آورد[۱۲]
- نباید به توضیح جزئیات بپردازد[۱۳]
- نباید باعث انس به محیط شود[۱۴]
- نباید بر حسب ایجاد سود باشد. سود، یک هدف و نتیجهٔ آنچه که شرکت انجام می‌دهد، است[۱۵]

مأموریت سازمان‌ها، از نظر حجم، محتوا، شکل و پرداختن به جزئیات با هم متفاوت‌اند. هر یک از کارشناسان و افراد صاحب نظر در مدیریت استراتژیک بنا به نظر خود اجزای خاصی را برای بیانیه مأموریت در نظر گرفته‌اند.
طبق برخی مطالعات مشاهده در بیانیه مأموریت چند سازمان، اغلب در بیانیه مأموریت خود به اجزای زیر اشاره کرده‌اند:
1. کیفیت محصولات و خدمات
2. محدوده جغرافیایی؛
3. فلسفه شرکت؛
4. توجه به بقا، رشد، سودآوری؛
5. توجه به تأمین کنندگان؛
6. توجه به کارکنان؛
7. توجه به سهامداران؛
8. توجه به مشتریان؛
9. تصور عمومی مطلوب؛
10. تکنولوژی.

## پیوند بیرونی
- "Mission Statement Guidelines". NORC Blueprint: A Guide to Community Action. United Hospital Fund. 2015. Archived from the original on 26 April 2012. Retrieved 11 اكتبر 2017. {{cite web}}: Check date values in: |access-date= (help)